# Geometry prize
O Geometry Prize é um prêmio de matemática concedido pela Sociedade Matemática do Japão em reconhecimento a trabalho científico significante ou duradouro na área da geometria, incluindo geometria diferencial, topologia e geometria algébrica. Foi estabelecido em 1987.

## Recipientes
Fonte: Mathematical Society of Japan
- 1987 - Akio Kawauchi e Shoshichi Kobayashi
- 1988 - Hirotaka Fujimoto
- 1989 - Kenji Fukaya e Yoshio Muto
- 1990 - Akito Futaki
- 1991 - Masaru Takeuchi e Takashi Tsuboi
- 1992 - Akira Fujiki e Norihito Koiso
- 1993 - Tomoyoshi Yoshida
- 1994 - Ryoichi Kobayashi e Tadashi Nagano
- 1995 - Masaaki Umehara e Kotaro Yamada
- 1996 - Hideki Omori
- 1997 - Shigetoshi Bando e Hiraku Nakajima
- 1998 - Masahiko Kanai e Tomotada Ohtsuki
- 1999 - Kaoru Ono e Takao Yamaguchi
- 2000 - Sadayoshi Kojima e Takeo Ohsawa
- 2001 - Reiko Miyaoka
- 2002 - Kazuyoshi Kiyohara e Hajime Tsuji
- 2003 - Kengo Hirachi e Shigenori Matsumoto
- 2004 - Seiichi Kamada e Shin Nayatani
- 2005 - Koji Fujiwara e Ryushi Goto
- 2006 - Toshiki Mabuchi e Takashi Shioya
- 2007 - Shigeyuki Morita e Ken-Ichi Yoshikawa
- 2008 - Kazuo Habiro
- 2009 - Ko Honda e Yoshikata Kida
- 2010 - Kazuo Akutagawa e Nobuhiro Honda
- 2011 - Shin-ichi Ohta e Kyoji Saito
- 2012 - Ken'ichi Ohshika e Yukinobu Toda
- 2013 - Toshitake Kohno e Katsutoshi Yamanoi
- 2014 - Masatake Kuranishi
- 2015 - Hiroshi Iritani e Osamu Saeki
- 2016 - Teruhiko Soma e Shigeharu Takayama
- 2017 - Osamu Kobayashi e Makoto Sakuma
- 2018 - Yuji Odaka e Shouhei Honda
- 2019 - Kei Irie e Masaki Tsukamoto